# No Heroics
No Heroics – brytyjski serial komediowy z elementami fantastyki, emitowany po raz pierwszy od 18 września do 23 października 2008 roku. Był pierwszym sitcomem zrealizowanym specjalnie dla cyfrowego kanału ITV2. Wyprodukowano jedną serię, liczącą sześć odcinków. Scenarzystą wiodącym serialu był Drew Pearce. 

## Opis fabuły
Serial rozgrywa się w Londynie, który jednak przedstawiony został z jedną istotną różnicą - oprócz zwykłych ludzi, zamieszkują go również superbohaterowie obdarzeni nadprzyrodzonymi mocami. Na pozór zostali oni ukazani w sposób zaczerpnięty żywcem z amerykańskich komiksów - noszą kolorowe kostiumy i pojawiają się zawsze w chwilach niebezpieczeństwa. Przy bliższym poznaniu społeczność herosów okazuje się jednak być bardzo podobną do wszystkich innych - ma swoich bohaterów, nieudaczników, animozje, niesnaski i frustracje. Ma też własny pub pod nazwą "Forteca", stanowiący główne miejsce akcji serialu, do którego wpuszczani są wyłącznie "uzdolnieni". Obowiązują tam trzy sztywne zasady (No Powers, No Masks, No Heroics):
- nie wolno używać swoich mocy
- nie wolno nosić kostiumów, trzeba chodzić "po cywilnemu"
- nie wolno "bohaterować", należy zachowywać się jak normalni ludzie odpoczywający po pracy

Głównymi bohaterami serialu jest czwórka około trzydziestoletnich przyjaciół, którzy każdego wieczora spotykają się w "Fortecy" na parę kolejek, często przerywanych rozmaitymi przygodami. 

## Bohaterowie i obsada

### Główni bohaterowie
- Alex, "The Hotness" (Nicholas Burns(inne języki)) - mocą Alexa jest zdolność wytwarzania dowolnej ilości ciepła i ognia w każdej postaci. Potrafi zarówno zapalić papierosa palcem czy ugotować obiad na własnej dłoni, jak i wysuszyć cały staw. Alex jest niezwykle zakompleksiony z powodu swojej niskiej pozycji wśród superbohaterów. Mimo że w gronie przyjaciół mówi o tym szczerze, wobec nie-bohaterów zachowuje się niczym wielki heros, choć w rzeczywistości mało kto o nim słyszał.
- Sarah, "Electroclash" (Claire Keelan(inne języki)) - Sarah potrafi kontrolować przy pomocy głosu wszelkie urządzenia elektryczne - od kalkulatora poprzez domofon czy kasę fiskalną aż po znacznie bardziej skomplikowane maszyny. Jest córką pary słynnych herosów, ale sama nie ma najmniejszej ochoty zbawiać świata. Cynicznie wykorzystuje swoje moce do niezbyt chwalebnych czynów, jak okradanie automatów z papierosami czy nawet bankomatów. Przez dwa lata była dziewczyną Alexa, ale w chwili rozpoczęcia serialu ich związek to już przeszłość.
- Jenny, "She-Force" (Rebekah Staton(inne języki)) - pulchna i niepozorna Jenny ma nadludzką siłę, ale bycie superbohaterką nie sprawia jej żadnej przyjemności, wręcz przeciwnie - komplikuje jej życie. Pracuje incognito w biurze, co odpowiada jej znacznie bardziej. Nie cieszy się powodzeniem u mężczyzn, choć bardzo pragnie kogoś znaleźć.
- Don, "Timebomb" (James Lance(inne języki)) - Don jest pochodzącym z Hiszpanii gejem, mówiącym z twardym akcentem. Potrafi zobaczyć w myślach wszystko, co wydarzy się przez następne 60 sekund, oprócz tego uchodzi za mistrza tortur. Jest raczej zblazowany i spędza większość życia na piciu alkoholu, masturbacji i przypadkowym seksie.

### Pozostali bohaterowie
- Devlin, "Excelsor" (Patrick Baladi) - jest prawdziwym celebrytą, wśród zwykłych ludzi cieszy się opinią zdecydowanie najskuteczniejszego i najpopularniejszego z superbohaterów. Wobec innych herosów zachowuje się raczej podle, ma olbrzymie ego i uwielbia upokarzać mniej znanych bohaterów, zwłaszcza Alexa.
- Simon, "Thundermonkey" (Jim Howick) - pracuje w "Fortecy" jako bramkarz i jako jedyny ma prawo używać swoich mocy na jej terenie. Nie budzi jednak szczególnego respektu, ponieważ jego zdolność to przywoływanie wojowniczych małp, którym przybycie zajmuje co najmniej trzy kwadranse.
- Norse Dave (Steve Spiers) - właściciel i barman "Fortecy", jest byłym superbohaterem o nieznanych bliżej mocach, którego karierę przerwały rany odniesione na wojnie. Z żalem wspomina tamte wydarzenia, nadrabiając brak mocy potężną budową i twardym charakterem.

## Odcinki
| 1 | 1 | Supergroupie          | Ben Gregor | Drew Pearce, Daniel Peak, Jon Brown | 18 września 2008     |
| Alex ma nadzieję na związek z nowo poznaną dziewczyną, ale szybko staje się jasne, że nie jest ona zainteresowana nim jako osobą, tylko po prostu chce mieć za chłopaka znanego superbohatera. Tymczasem Sarah jest świadkiem napadu na niewielki sklepik.                                                                        |   |                       |            |                                     |                      |
| 2 | 2 | The Fantastic Chore   | Ben Gregor | Drew Pearce                         | 25 września 2008     |
| Sarah i Jenny występują na oficjalnej konwencji dla fanów superbohaterów. Alex bierze się za walkę z narkotykami, zaś Don poznaje nowego kolegę. |   |                       |            |                                     |                      |
| 3 | 3 | Mean Gills            | Ben Gregor | Daniel Peak                         | 2 października 2008  |
| Urząd regulujący świat superbohaterów przydziela Sarze pod tymczasową opiekę młodego chłopaka z mocami, ale też z poważnymi problemami. Kobieta nie staje się jednak dla niego dobrym wzorem, wręcz przeciwnie, pogłębia jego demoralizację. Don i Alex idą do klubu ze striptizem, a Jenny jest podrywana przy stole bilardowym. |   |                       |            |                                     |                      |
| 4 | 4 | Back Issues           | Ben Gregor | Drew Pearce                         | 9 października 2008  |
| Jenny odwiedza w więzieniu złoczyńcę, którego kiedyś sama pomogła schwytać. Don wynajmuje się jako ochroniarz kapryśnego nastoletniego księcia. Alex i Sarah wspominają wspólną przeszłość. |   |                       |            |                                     |                      |
| 5 | 5 | Origin, Tonic         | Ben Gregor | Drew Pearce                         | 16 października 2008 |
| Sarah postanawia celowo zdenerwować odwiedzających ją rodziców i wciąga do swojego planu Alexa. Jenny dostaje pracę w biurze, gdzie stara się udawać zwykłą dziewczynę, bez żadnych nadprzyrodzonych mocy. Dona dręczą wyrzuty sumienia z powodu liczby ludzi, których zabił. Próbuje wyleczyć się z nich poprzez psychoterapię.  |   |                       |            |                                     |                      |
| 6 | 6 | Monkey Gone to Heaven | Ben Gregor | Drew Pearce, Jon Brown              | 23 października 2008 |
| Po śmierci bramkarza "Fortecy" wśród bohaterów panuje żałoba. Jenny dla uczczenia pamięci zmarłego postanawia przejąć jego obowiązki i bierze się za ostre egzekwowanie restrykcyjnych zasad panujących w pubie. Z kolei Alex otrzymuje propozycję przyłączenia się do amerykańskiej rewii superbohaterów.                        |   |                       |            |                                     |                      |

## Wyróżnienia
Serial był nominowany do British Comedy Awards za rok 2008 w kategorii "Najlepsza nowa brytyjska komedia telewizyjna". Ostatecznie przegrał jednak z The Inbetweeners. 